# Cidelândia
Cidelândia est une municipalité brésilienne située dans l'État du Maranhão.